# Potremmo ritornare
Potremmo ritornare è un singolo del cantautore italiano Tiziano Ferro, pubblicato il 28 ottobre 2016 come primo estratto dal sesto album in studio Il mestiere della vita.

## Descrizione
Considerato dall'artista come l'erede di Alla mia età, è stato composto dallo stesso Ferro in collaborazione con Michael Tenisci (già autore con Tiziano Ferro in La vita in un anno, scritta per Alessandra Amoroso e contenuta nell'album Vivere a colori del 2016) ed è dedicato ad una donna che il cantautore non ha più accanto; per la sua stesura Tiziano si è ispirato al testo di Non escludo il ritorno di Franco Califano. A proposito del brano, Ferro ha dichiarato:
La canzone è stata adattata in lingua spagnola da Diego Galindo Martínez con il titolo Podríamos regresar ed estratta come primo singolo in Spagna il 20 gennaio 2017 dall'album El oficio de la vida. Una versione acustica del brano in lingua italiana è stata invece inserita nell'edizione speciale dell'album, pubblicata il 10 novembre 2017.

## Video musicale
Il videoclip (in lingua italiana e spagnola) è stato diretto dal regista Gaetano Morbioli e girato in California. L'artista viene ripreso in bianco e nero mentre cammina su distese di sabbia (Desert Becker e Desert Dunes) e mentre passeggia a piedi nudi in riva al mare (Laguna Beach).
Il 28 ottobre 2016, stesso giorno della pubblicazione del singolo, è stato reso disponibile sul canale YouTube del profilo Vevo dell'artista il relativo dietro le quinte del brano, mentre il 21 novembre il videoclip è stato caricato sul canale YouTube di Ferro. Il 20 gennaio 2017 è stato invece pubblicato su YouTube il videoclip di Podríamos regresar.

## Tracce
Testi di Tiziano Ferro (eccetto dove indicato), musiche di Michael Tenisci e Tiziano Ferro.
Download digitale (Italia)
1. Potremmo ritornare – 3:29

7" (Italia)
- Lato A

1. Potremmo ritornare – 3:31

- Lato B

1. Potremmo ritornare (Strumentale) – 3:31

Download digitale (Spagna)
1. Podríamos regresar – 3:27 (testo: Tiziano Ferro, Diego Galindo Martínez)

## Formazione
- Tiziano Ferro – voce
- Michael Landau – chitarra elettrica
- Tim Pierce – chitarra acustica
- Reggie Hamilton – basso
- Alex Alessandroni Jr. – pianoforte, tastiera
- Michele Canova Iorfida – sintetizzatore
- Gary Novak – batteria

## Classifiche

### Classifiche settimanali
| Classifica (2016) | Posizione massima |
| ----------------- | ----------------- |
| Italia            | 1                 |
| Svizzera          | 72                |

### Classifiche di fine anno
| Classifica (2016) | Posizione |
| ----------------- | --------- |
| Italia            | 91        |